# Киска

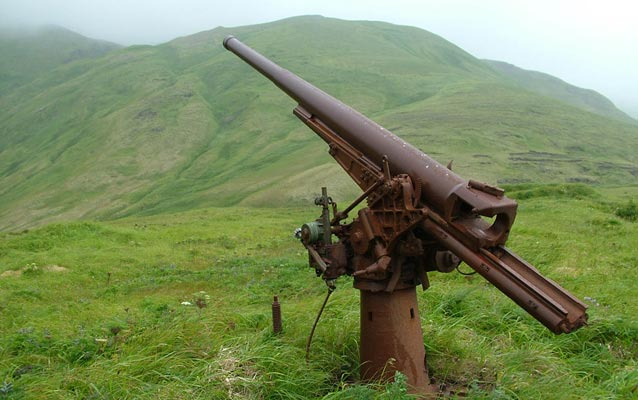
Памятка про японську окупацію у Другій світовій війні

Ки́ска (англ. Kiska, алеут. Ҟисха, рос. Кыска) — один з островів Алеутської гряди, в групі Щурячих островів. Має близько 35 км у довжину і від 2,5 до 10 км у ширину, площа острова — 277,7 км². Найвищою точкою острова (1229,4 м) є вулкан Киска, останнє виверження якого спостерігалося в 1964 році. Постійне населення відсутнє.

## Вулкан
Вулкан Киска (Aleut: Qisxan Kamgii, англ. Kiska Volcano) — активний стратовулкан висотою 1221 м, діаметром у нижній частині 8,5*6,5 км. Вулкан розташований на півночі острова Киска (Алеутські острови, шт. Аляска, США).
У січні 1962 р. відбулося експлозивне виверження, яке супроводжувалося екструзіями лави та утворенням конуса висотою 30 м на Точці Сіріус у північному фланзі вулкана Киска за 3,1 км від головного жерла (Anchorage Daily News, January 30, 1962). Наступне виверження з викиданням лави відбулося у березні 1964 р. (Bulletin of Volcanic Eruptions, 1964). З того часу вулкан викидає гази та невелику кількість лави.
У основі вулкана та на його флангах містяться залишки більш давнього вулкана, вік якого за окремими K-Ar датуваннями становить 5,5 +/- 0,7 млн років.

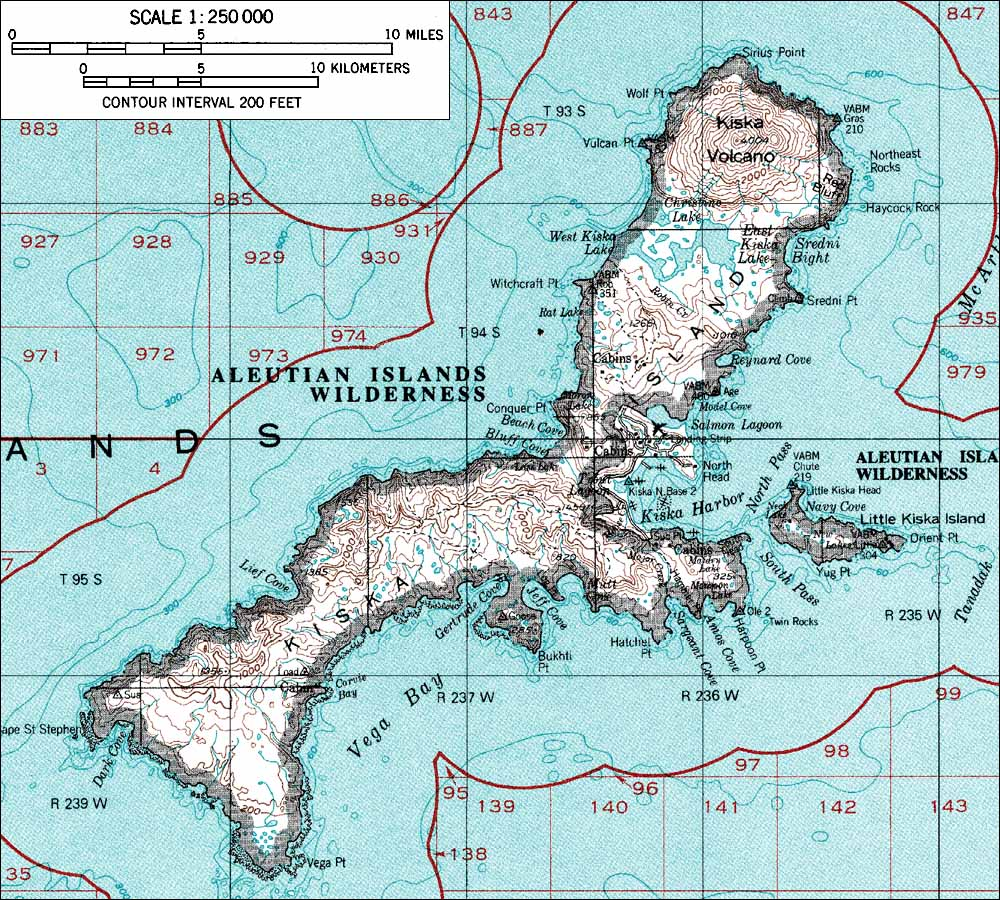
Мапа острова Киска та розміщення вулкана Киска